# Schirnding’sche Sammlung
Die Freiherr von Schirnding’sche Sammlung ist eine Handschriften-Sammlung genealogisch interessanten Materials aus Oberschlesien, die bis zum Zweiten Weltkrieg in der Handschriftenabteilung der Breslauer Stadtbibliothek archiviert war. Sie befindet sich heute im Bestand des Schlesisch-Lausitzer Kabinetts der Universitätsbibliothek Breslau.
Der Amtsgerichtsrat und Mitglied des Preußischen Abgeordnetenhauses Friedrich Freiherr Schirndinger von Schirnding (1812–1881) sammelte aus genealogischem Interesse heraus Auszüge aus Grundbüchern der Rittergüter (besonders aus den Landkreisen Groß Strehlitz und Ratibor) und aus Kirchenbüchern. Weiteres Quellenmaterial stellte er aus Denk- und Grabmälern zusammen. Der oberschlesische Heimatforscher Augustin Bogislaus Weltzel (1817–1897), Pfarrer in Tworkau bei Kreuzenort (Landkreis Ratibor), sichtete später Schirndings Nachlass und ordnete ihn zu der heute überlieferten Sammlung.